# Нгене
Нгене — один из бенуэ-конголезских языков. Распространён в Нигерии, в штатах Риверс (территория местного управления Ахоада-Вест) и Байэлса (территория местного управления Йенагоа). 211 000 носителей (по данным на 1980 год).
Алфавит на латинской графической основе, используется с 1972 года. После реформы 2011 года включает буквы A a, Ạ ạ, B b, Ḅ ḅ, Ch ch, D d, Ḍ ḍ, E e, Ẹ ẹ, F f, G g, Gb gb, Gw gw, I i, Ị ị, J j, K k, Kp kp, Kw kw, L l, M m, N n, Ny ny, Nw nw, O o, Ọ ọ, P p, R r, S s, Sh sh, T t, U u, Ụ ụ, V v, W w, Y y, Z z, Ẓ ẓ.